# Fleischhacker Károly
Fleischhacker Károly (Sopron, 1820. július 22. – Ágfalva, 1893. július 16.) evangélikus lelkész, főesperes.

## Élete
Középiskolai tanulmányait a soproni evangélikus líceumban végezte, azután a hallei és a tübingeni egyetem hallgatója volt. 1847. május 2-án iktatták be lelkésznek. 1887-ben 40 éves lelkészsége alkalmából a király a koronás arany-érdemkereszttel tüntette ki. Az egyetemen barátja volt Greguss Ágost. Jeles egyházi szónok volt. Egyházi és alkalmi beszédeit mind leírta, de ezek közül csupán néhány jelent meg nyomtatásban.
Fia Fleischhacker Fridolin (1856-1900) főreáliskolai tanár, unokája Andorka Rudolf (1891-1961) diplomata, dédunokája Andorka Rudolf (1931-1997) szociológus.